# Il giudice meschino
Il giudice meschino è una miniserie televisiva italiana in due puntate, tratta dall'omonimo romanzo di Mimmo Gangemi (Einaudi, 2009).
La miniserie è andata in onda in prima visione il 3 e 4 marzo 2014 su Rai 1. Successivamente è andata in onda una versione ridotta da 120 minuti in una singola puntata il 21 marzo 2021, sempre su Rai 1.

## Trama
Alberto Lenzi, pubblico ministero di Reggio Calabria, è un uomo separato e con un figlio, Enrico. Marina, maresciallo dei Carabinieri, ha una storia con Lenzi. Quando il sostituto procuratore Giorgio Maremmi, amico e collega di Lenzi, viene ucciso in un agguato da parte di due sicari, il magistrato si sveglia dal torpore che lo aveva colpito nell'ultimo periodo e si mette al lavoro per trovare il colpevole dell'omicidio.
Poco prima di essere ucciso, il PM Maremmi, nel corso di un processo, era stato violentemente minacciato da Francesco Manto, esponente della 'ndrangheta del posto verso cui aveva pronunciato una dura requisitoria e quindi le indagini, coordinate dal procuratore capo Giacomo Fiesole sembrano arrivare facilmente alla soluzione del caso, ovvero che ad assassinare Maremmi sia stato Antonio Manto, fratello latitante di Francesco. Ma il PM Lenzi sospetta che dietro ci sia dell'altro: un motivo molto più grande di quello immaginato e continua ad indagare con l'aiuto dell'ispettore Michele Brighi e della marescialla Rossi.
Le sue investigazioni saranno inaspettatamente aiutate da Don Mico Rota, potente capobastone dell'antica 'ndrangheta locale ora in prigione, che non condivide i metodi dei nuovi componenti dell'organizzazione criminale, come l'emergente boss Pasquale Rezza e decide quindi di aiutare il giudice nelle sue ricerche, che vengono svolte parallelamente anche da Elke Hadler, giornalista tedesca che aveva una relazione con Maremmi.
Lenzi scoprirà poi che Maremmi stava indagando su un illecito traffico di rifiuti tossici radioattivi e nucleari che sarebbero stati sotterrati in alcuni terreni della Calabria, pensando questo potrebbe essere collegato all'uccisione di Maremmi, e inizia quindi una serie di ricerche che lo porteranno, con indagini tra Italia e Germania, a scoprire la verità.

## Ascolti
| Puntata | Messa in onda | Telespettatori | Share  |
| ------- | ------------- | -------------- | ------ |
| 1       | 3 marzo 2014  | 6.419.000      | 22,50% |
| 2       | 4 marzo 2014  | 5.580.000      | 19,86% |